# Vid Došen
Vid Došen (Tribanj, oko 1719. – Dubovik kraj Broda na Savi, 1778.) je bio hrvatski svećenik, pjesnik i publicist. Pjesme je pisao štokavskim narječjem hrvatskog jezika.
Rodom je iz hrvatske obitelji Došen, ličkih Bunjevaca, obitelji koja je tradicionalno davala visoke vojne časnike. Obitelj potječe iz Hercegovine. U Aždaji sedmoglavoj Došen sebe naziva »Dalmatinom od mora velebitskoga«. Za svećenika je zaređen 1744. Prvo je stekao znanje iz glagoljice kako bi po župama ninske biskupije mogao obavljati svećeničku dužnost. Ubrzo je otišao u Križevce da uz svećenički posao uči humaniora. Potom je u Zagrebu u Sjemeništu sv. Josipa bio kapelan na zakladi baruna Gothala, slušajući do 1749. filozofiju u isusovačkoj Akademiji, zatim godinu dana kanonsko pravo. Godine 1750–52. uči u Grazu spekulativnu teologiju. Poslije svršenih nauka u siječnju 1754. na svoj je zahtjev dobio otpust od Ninske biskupije i primljen je u Zagrebačku biskupiju. Od studenoga te godine do lipnja 1756. bio je kapelan u Požegi, a u srpnju je postavljen za privremenog upravitelja župe u Duboviku. Tek je 1768. imenovan pravim župnikom. Već je u Požegi upoznao prosvjetiteljski rad isusovca J. Milunovića, ali su ga boravak u Duboviku i prisan dodir sa seoskim svijetom potaknuli da se posveti prosvjećivanju. Tu su nastala njegova najvažnija vjersko-didaktična djela. God. 1769. postao je profesor moralke i direktor Akademije u Požegi, ne napuštajući župničko mjesto. Nakon ukinuća Akademije, pa studija filozofije i moralke 1776., Došen se narušena zdravlja vratio u Dubovik svojoj župi. Uskoro je umro te je pokopan u kapeli sv. Stjepana u susjednom selu Glogovice.
Školovao se u Križevcima, Zagrebu i Grazu. Završio je studij teologije. Duhovnički posao je obnašao u Senjskoj biskupiji i u Zagrebačkoj biskupiji. Ondje je bio grofovskoj obitelji Pejačevićima kućnim kapelanom. 
Kasnije ga je biskup Galjuf imenovao duhovnim pomoćnikom u istočnoj Hrvatskoj, u Požegi. Potom odlazi u Dubovik gdje je bio župnikom. Ondje se uključio u rasprave oko Reljkovićeva djela Satir iliti divlji čovik iz 1762. godine. 1767. okomio se na Relkovićevu kritiku slavonskoga sela.
1768. je u Zagrebu anonimno izdao pamfletsku pjesmu Jeka planine. U tom je pamfletu napao pisca koji je napisao pjesmu Tamburaš slavonski. To je bio pisac koji je oštro kritizirao Satira Matije Antuna Reljkovića. Iako je to bio pamflet, to djelo je važnim u izučavanju svih sporova koje je Reljkovićev Satir pokrenuo. Došen je svoj spjev složio u »kratkom vrimenu jedne nedilje dana«, dakle iste godine, što se može vidjeti iz velikih slova u naslovu Jeke, koja imaju brojčanu vrijednost. Jeka je objavljena anonimno, ali već su tada mnogi smatrali Došena autorom (A. B. Krčelić, A. T. Blagojević, J. Jakošić). Njegov spjev vrijedan je i po tome što se iz njega doznaje kako su suvremenici prihvaćali ili odbijali Relkovićeva Satira, jer drugih tiskanih argumenata nema. Sporno je ostalo tko je »Tamburaš«. Neki su pomišljali na franjevca Đuru Rapića, autora djela Satir iliti divlji čovik u nauku krstjanskomu ubavistit, uputit, naučit i pokrstit (1766.), kojeg je i sam Relković smatrao protivnikom Satira (u Fabuli od mlinara i njegovog sina).
Iste je godine u Zagrebu objavio i pjesmu Aždaja sedmoglava bojnim kopljem udarena i nagrđena. Podijelivši spjev na 7 »ukora« (smrtnih grijeha) Došen obrađuje predmet iz kršćanske moralke primjenjujući je na svakidašnji narodni život. Obara se na mane slavonskog života ne štedeći ni jedan društveni razred. Za razliku od prosvjetitelja Relkovića i A. Kačića Miošića, koji pišu desetercem, D. se vraća osmeračkom dvostihu hrvatske srednjovjekovne poezije, stihu pučke tradicije.

## Stil
Nikola Andrić je uočio osnovnu karakteristiku Došenova pjesničkog postupka te naglašava dosljednost simetričnog osmerca sa sljubljenom rimom. Naglašava Došenovu sklonost moraliziranju koje je osnovna karakteristika Aždaje dok se u Jeci razbire u punoj snazi. Oštrina i žestina te upotreba stanovita rječnika je jedna od bitnijih značajki u njegovu stvaralaštvu. Koristi riječi koje će značajno djelovati te ostaviti snažan dojam na čitatelje. Došen ne ide putem blagog uvjeravanja nego putem žestokog i oštrog napada na pojave koje kritizira. Napada nemoral i grješne pojave i mane.:str 15.
''Došenov stil pun oštrine i gorčine, bijesa i karikature, stil netrpeljiv i žestok, otvoren i nesmiljen, stil pun psovke i napada s bespoštednim naturalističkim slikama upada u oči i izaziva našu pozornost.'':str. 21
Dojmovi o kvaliteti Došenova stila odvode nas u srednji vijek. Na relaciji dobra i zla, Došen ide poznatom stazom srednjovjekovne misli o čovjeku i životu. 
Barokni izraz i odnos prema životu producirao je i bitne karakteristike srednjovjekovnog stila. Osim naglašene religiozne i moralističke teme, suprotnosti dobra i zla pronalazi izraz koji svojom otvorenošću naglašavasnagu dualističkog opredijeljenja.:str. 23
Došenova oštrina, snaga i psovka, nemilosrdnost i ogoljenost izražavanja sasvim lijepo se slažu sa suvremenim baroknim nastojanjima da se stvari intenziviraju prirodnom dinamikom riječi. Ništa u tom pogledu ne smeta što je Došen pišući duboko u 18. stoljeću u stanovitu zakašnjenju. Čak i to zakašnjenje uklapa se u motiviranje Došenova djela u cijelosti koje reljkovićevsku osnovnu liniju ne određuje prosvjetiteljskim poticajem nego religiozno-moralističkim srednjovjekovnim načelom.:str. 23

## Jezik
Došen je zaslužan za afirmaciju štokavske ikavštine kao književnog jezika. Njegova Aždaja imala je i šireg odjeka, pa ju je, ne spomenuvši autora, prenio u slavenosrpski Georgij Mihaljević (Aždaja sedmoglava, sireč’ opisanie sedmi grehov’ smertnyh’ ... s dalmatinskago jazyka na slavenoserbskďy prečišćeno, Pešta 1803). Kao slavonski prosvjetitelj Došen je borbeniji od Relkovića, ali uz poneke žive opise »u njega uopće nema nastojanja da stvori umjetničko djelo, ... svrha je njegova pisanja bila podići narodni život na viši stupanj, da u njemu što jače prevlada moralna dobrota i razumna sređenost«.:str. 354-361
DJELA: Jéka planine, koja na pisme Satyra, i Tamburaša slavonskoga odjekuje, i odgovara. Stampano u Zagrebu po Factoru Antonu Jandera, 1767. — Axdaja sedmoglava bojnim kopjem udarena, i nagargyena; iliti sablast griha na sedam glavni griha razdilyenoga oshtrom istinom pokarana, i prikorena. A drugacsie: Ukor malovridnosti csovicsanski postavlyen u jednu knyixicu, koju sabra, slicsnoricsno izpisa, i na svitlo dade Vid Dossen Dalmatin od mora velebitskoga.

## Vanjske poveznice
- Špansko  Arhivirana inačica izvorne stranice od 27. prosinca 2008. (Wayback Machine)